# Bélu-bani
Bélu-bani byl králem Assýrie cca 1700 př. n. l. a byl prvním vládcem tzv. Adasiho dynastie. Jeho panování zahajuje novou historickou fázi po zmatku sedmi uzurpátorů, kteří mu předcházeli. Byl to 48. král na Seznamu asyrských králů a vládl zhruba deset let.

## Život
Byl synem Adasiho, posledního ze sedmi králů, kteří jsou popsáni jako „synové nikoho,“ protože si nebyli vzájemně příbuzní, a soutěžili o trůn po dobu šesti let. Pozdější panovníci jej ctili, pozoruhodně Asarhaddon (681–669 př. n. l.) a Asarhaddonovi synové Šamaš-šum-ukin a Ašurbanipal, pro obnovení stability.
Jeho následníkem byl Libaja, který byl dle Asyrského královského seznamu jeho synem, ačkoli asyrolog Landsberger navrhl, že mohl být jeho bratrem.